# Ancema anysides
Ancema anysides är en fjärilsart som beskrevs av Johannes Karl Max Röber 1887. Ancema anysides ingår i släktet Ancema och familjen juvelvingar. Inga underarter finns listade i Catalogue of Life.